# Мария Мадалена де Медичи
Вижте пояснителната страница за други личности с името Мария де Медичи.
Мария Мадалена де Медичи (на италиански: Maria Maddalena de' Medici; * 29 юни 1600, Флоренция, Велико херцогство Тоскана; † 28 декември 1633, Флоренция, Велико херцогство Тоскана) от фамилията Медичи, е принцеса от Велико херцогство Тоскана.

## Произход
Тя е осмото дете и трета дъщеря на Фердинандо I де Медичи, Велик херцог на Тоскана, и Кристина Лотарингска, принцеса от Дома Лотаринги. По бащина линия тя е внучка на Козимо I, велик херцог на Тоскана, и Елеонора Алварес де Толедо, аристократка от Дом Алварес де Толедо, който е свързан с кралете на Испания. От страна на майка си е внучка на Карл III, херцог на Лотарингия, и принцеса Клод дьо Валоа. Прабабата на Катерина по майчина линия е френската кралица Катерина де Медичи. Има пет братя и три сестри:
- Козимо II (1590 – 1621), 4-ти Велик херцог на Тоскана
- Елеонора (1591 – 1617)
- Катерина (1593 – 1629), херцогиня на Мантуа и Монферат чрез брака си 1617 с Фердинандо Гондзага
- Франческо (1594 – 1614), княз на Капестрано, барон на Карапеле, господар на Кастел дел Монте, Офена и Буси, военен
- Карло (1596 – 1666), кардинал
- Филипо, нар. Филипино (1598 – 1602)
- Лоренцо (1599 – 1648), испански гранд с обръщението „дон“, военен и дипломат
- Клавдия (1604 – 1648), съпруга от 1621 г. на Федерико Убалдо дела Ровере, херцог на Урбино, и от 1626 г. на Леополд V, ерцхерцог на Предна Австрия.

## Биография
Мария Магдалена има вродени малформации в развитието на крайниците, поради което е кръстена едва на 9 години. Съвременник на принцесата, флорентинецът Паоло Верцони, в дневника си я нарича „инвалид“. Според италианския лекар Гаетано Пиерачини, въз основа на изследване на приживе портрети на принцесата, Мария Магдалена има много къси крака. По заповед на Великия херцог архитектът Джулио Париджи построява за нея дворец в манастира Крочета във Флоренция.
Имайки големи затруднения при изкачване на стълби, резиденцията ѝ е оборудвана от архитекта с поредица от повдигнати проходи, през които тя да може да се движи, без да среща стъпала по пътя си и най-вече без да е необходимо да слиза на улицата, където би привлякла погледите на любопитните. Днес са останали четири повдигнати арки на прохода, една към Болница на невинните, една над ул. Пергола, една на ул. Лаура (за да се стигне до друг манастир) и една, влизаща в базиликата на Сантисима Анунциата, откъдето принцесата е присъствала на литургия, гледайки през решетка в левия кораб поставена зад малко помещение в края на прохода. В двореца дълъг повдигнат коридор съответства на тези пасажи, наречен Коридор на Медичите, който напомня за Коридора на Вазари, и който Магдалена е използвала, за да се мести на закрито, докато остава на нивото на първия етаж.
По обясними причини Мария Магдалена не е сред дъщерите на великия херцог, за които дворът във Флоренция има брачни планове. На 24 май 1621 г. принцесата е преместена в двореца Крочета, където живее през следващите 12 години. През цялото време до нея има шестима слуги. Въпреки възприетата по онова време традиция, според която жената или се омъжва, или става монахиня, Мария Магдалена не прави нито първото, нито второто. Тя живее в Доминиканския манастир, оставайки принцеса. Дворът във Флоренция получава разрешение за нея и за нейните прислужници да живеят по този начин от папа Григорий XV.
Мария Магдалена умира на 28 декември 1633 г. във Флоренция на 33-годишна възраст. Погребана е в манастира Крочета според собственото ѝ завещание. През 1857 г. останките ѝ са ексхумирани за първи път. Според свидетелствата на учените дрехите и обувките, с които е била облечена по време на погребението, са добре запазени. Скелетът е с рокля от лилав брокат с цветя, избродирани със сребърен конец, и кожени обувки с високи коркови подметки. Върху черепа, върху който някога е имало корона, има ръждива тел.